# Juan Ocaña Torrejón
Juan Ocaña Torrejón (Villanueva de Córdoba, 1894-1988) fue un escritor e historiador nacido en la localidad cordobesa de Villanueva de Córdoba, condecorado con la Gran Cruz de Alfonso X el Sabio.

## Biografía
Nació en Villanueva de Córdoba en 1894 y siempre fue la viva imagen del erudito local abierto y amante de la historia, sobre todo de la relacionada con la comarca de Los Pedroches. El interés por la historia es algo que heredó de su padre, Juan Ocaña Prados, insigne historiador de la localidad de Villanueva, aunque nacido en Móstoles. Fue este último quien escribió la Historia de la Villa de Villanueva de Córdoba en 1911. 
Juan Ocaña Torrejón compaginó su labor de cronista e historiador local de la villa con su profesión de maestro, que ejerció durante más de medio siglo, sobre todo en su pueblo natal. Escribió varios libros, algunos de ellos fundamentales para el conocimiento de la historia de la comarca de los Pedroches.
Su primer libro, escrito en 1947, trató sobre La Dehesa de la Jara y a este le siguieron, entre otros, su Historia de la villa de Pedroche y su comarca, publicado en 1962 y premiado por la Real Academia de Córdoba, institución en la que el autor ingresó como académico numerario en 1970. Dos años después, en 1972, publicó el Callejero de Villanueva de Córdoba, auténtico manual de historia sobre la población.
En 1975 fue publicada su Historia de la Villa de Conquista, también premiada por la Diputación de Córdoba, a la que dos años después le siguió Villanueva de Córdoba en el siglo XIX, concluyendo en 1981 con el título Villanueva de Córdoba. Apuntes Históricos. Estos y otros libros fueron alternados con numerosos artículos en el Boletín de la Real Academia de Córdoba y en otras revistas, que divulgaban aspectos históricos, artísticos o costumbristas de la comarca de Los Pedroches. Un antecedente juvenil de su vocación historiográfica fueron sus colaboraciones en periódicos jarotes, tales como Escuela y despensa y  Patria, o El cronista del Valle, que se publicaba en la vecina localidad de Pozoblanco. Aquella vocación periodística se consolidó más tarde con la dirección, entre 1923 y 1935 del periódico Villanueva. También emprendió y alentó numerosas iniciativas culturales en la localidad de Villanueva de Córdoba. Durante la II República fundó la "Peña Artística",en 1958 organizó una exposición de Artes y Oficios en el colegio "Moreno de Pedrajas", e impulsó la creación de la Asociación de Antiguos Alumnos de dicha escuela de Villanueva de Córdoba. En 1970 contribuyó a la puesta en funcionamiento de la Biblioteca Municipal de su pueblo natal, recién inaugurada. 
Por todo lo anterior, fue distinguido con la Gran Cruz de Alfonso X el Sabio y en 1982 el Ayuntamiento de su localidad le nombró "Hijo Predilecto de la Villa". Tuvo tres hijos  (Asunción Ocaña Doctor, Juan Ocaña Doctor, Concepción Ocaña Doctor)de su matrimonio con Isabel Doctor Moreno. Falleció en 1988, en Villanueva de Córdoba, a los 94 años.

## Obras

### Libros
- Ensayo sobre revisión española de los tets Claparède (1924)
- La dehesa de la Jara (1947)
- Historia de la Villa de Pedroche y su comarca (1962)
- La Virgen de Luna, bosquejo histórico (1962)
- Moreno de Pedrajas y el hospital Jesús Nazareno de Villanueva de Córdoba (1968)
- Callejero de Villanueva de Córdoba (1972)
- Historia de la Villa de Conquista (1975)
- Villanueva de Córdoba en el siglo XIX (1977)
- Villanueva de Córdoba. Apuntes Históricos (1981)

### Artículos
- Apodos de los naturales de los Pedroches. Boletín de la Real Academia de Córdoba. N.º 81. (1961)
- Del lenguaje en los Pedroches. Boletín de la Real Academia de Córdoba. N.º 85. (1963)
- Túmulos en los Pedroches. Boletín de la Real Academia de Córdoba. N.º 87. (1967)
- Las bodas de antaño en el Valle de los Pedroches. Revista "Omeya", editada por la Excma. Diputación Provincial de Córdoba. Número 11. (1968)
- Alrededor de una tradición (la reina Cava de Pedroche). Revista "Omeya", editada por la Excma. Diputación Provincial de Córdoba. Número 12. (1968)
- Don Acisclo de Moya y Contreras (obispo de Vich y arzobispo de Valencia). Revista "Omeya", editada por la Excma. Diputación Provincial de Córdoba. Número 14. (1970)
- Belalcázar y sus hombres. Revista "Omeya", editada por la Excma. Diputación Provincial de Córdoba. Número 15. (1970)
- Caminos Viejos de los Pedroches. Discurso de recepción como académico numerario de la Real Academia de Córdoba y contestación por el Ilmo. Sr. Don Rafael Castejón, director de la misma. (1970)
- Isabelinos y carlistas en los Pedroches (dos hechos de armas en 1835). Boletín de la Real Academia de Córdoba. Número 47.
- Leyendas de los Pedroches. Discurso leído el 11 de octubre en el solemne acto de apertura del curso 1973-1974 en la Real Academia de Córdoba. Boletín de la Real Academia de Córdoba. Número 97.
- El castillo de Santa Eufemia (con Addenda sobre él por Don Rafael Castejón). Boletín de la Real Academia de Córdoba. N.º 93. (1973)
- El obispo de Cuzco, Don Melchor de la Nava, natural de Torremilano. Revista "Omeya", editada por la Excma. Diputación Provincial de Córdoba. Número 21. (1974)
- El arzobispo de México Don Pedro de Moya y Contreras. Presentado a la Real Academia de Córdoba en 1975.
- Villaharta (breves apuntes para su estudio histórico). Boletín de la Real Academia de Córdoba. N.º 100.
- Notas sobre la construcción del crucero de la Iglesia de Santa Catalina Mártir de Pozoblanco'. Boletín de la Real Academia de Córdoba. Nº 100. (1975)